# Przemysl d'Inowrocław
Przemysl d'Inowrocław (en polonais Przemysł inowrocławski), connu aussi sous le nom de Przemysl de Sieradz (Przemysł sieradzki), de la dynastie des Piasts, est né en 1278, et est mort en 1338 ou en 1339.
Il est duc d'Inowrocław (1287-1314), vassal de Venceslas II (à partir de 1300), duc de Dobrzyń (1303-1305), vassal de la Pologne (à partir de 1306), un des gouverneurs de la Poméranie de Gdańsk (1306-1309), duc de Bydgoszcz et de Wyszogród (à partir de 1314), à nouveau duc d’Inowrocław (1323/1324-1327), duc de Sieradz (à partir de 1327).
Przemysl d'Inowrocław est le second fils de Siemomysl d’Inowrocław et de Salomé, la fille de Sambor II de Tczew. Il est baptisé alors que son père retrouve le pouvoir à la suite d'un accord conclu à Ląd avec Boleslas le Pieux et Lech II le Noir. À cette occasion, Przemysl II de Grande Pologne devient son parrain. Lorsque son père s’éteint en 1287, il est trop jeune pour régner et sa mère assure la régence. Il accède au pouvoir vers 1296. Au début, il gouverne avec ses frères Lech et Casimir. En 1300, il est contraint de rendre un hommage de vassalité à Venceslas II de Bohême. De 1303 à 1312, son frère Lech étant emprisonné en Bohême, il gouverne seul le duché d’Inowrocław.
En 1303, il soutient une révolte des sujets de son oncle Siemovit de Dobrzyń et prend la place de son oncle jusqu’en 1305. En 1306, il rejoint le camp de son oncle Ladislas Ier le Bref, dont il devient le vassal. En échange, il obtient le poste de gouverneur de la région de Świecie, en Poméranie orientale. Il essaie, sans succès, de racheter des terres aux Teutoniques, grâce à des fonds de Gerward, l’évêque de Cujavie. En 1309, il perd son poste de gouverneur à la suite de l’invasion de la Poméranie de Gdańsk par les Chevaliers teutoniques. 
À la même époque, Przemysl et son frère Casimir entrent en conflit avec Gerward. Le conflit dégénère très vite. Les deux frères attaquent la propriété de l’évêque, située à Raciąż, et emprisonnent celui-ci. Ils sont excommuniés. Ce n’est qu’en 1311 qu’un accord est trouvé entre les deux parties. 
En 1314, deux ans après le retour de captivité de Lech, le duché paternel est divisé entre les frères. Przemysl obtient la partie septentrionale du duché, avec Bydgoszcz et Wyszogród. En 1323/1324, Przemysl redevient le duc de tout le duché d’Inowrocław à la suite de l’abdication de son frère Lech. 
Przemysl soutient fidèlement Ladislas le Bref. En 1318, il participe à l’assemblée des nobles de Sulejów à la suite de laquelle une supplique est adressée au pape pour que celui-ci autorise Ladislas le Bref à être couronné roi de Pologne. En 1320, il témoigne au procès opposant la Pologne aux Teutoniques sur la question de la Poméranie de Gdańsk. En 1327, à la demande de Ladislas le Bref, il échange son duché, stratégiquement important dans la guerre contre les Teutoniques, contre le duché de Sieradz. Przemysl essaie de jouer un rôle d’arbitre dans ce conflit, ce qui n’empêche pas les Teutoniques de dévaster son duché en 1331. 
Jamais marié et sans enfant, Przemysl de Sieradz meurt à la fin 1338 ou au début 1339. Après sa mort, le duché de Sieradz est incorporé à la Pologne. 